# Sammlung Hasso Plattner
Die Sammlung Hasso Plattner umfasst Gemälde des französischen Impressionismus und der Kunst aus der DDR. Ein Teil der Sammlung ist im Besitz der Hasso Plattner Foundation, die in Potsdam seit 2017 das Museum Barberini und seit 2022 das Kunsthaus Das Minsk betreibt. Mit 107 Gemälden des Impressionismus und seiner nachfolgenden Stilrichtungen Pointillismus und Fauvismus ist sie außerhalb von Paris eine der größten Sammlungen des Impressionismus in Europa und insbesondere der impressionistischen Landschaftsmalerei. Die Sammlung zur Kunst der DDR umfasst über 80 Gemälde. Impressionistische Werke sammelt Hasso Plattner seit dem Jahr 2000, Kunst aus der DDR bereits seit den 1980er Jahren.

## Ausstellung
Werke der „DDR-Kunst“ sind seit September 2022 im Museum Das Minsk zu sehen. Die Bronzeplastik Der Jahrhundertschritt von Wolfgang Mattheuer wird im Innenhof des Museums Barberini gezeigt. Zur Eröffnung von Das Minsk zeigt das Museum die Präsentation von Bildern des Fotografen und Filmemachers Stan Douglas aus der Serie „Potsdamer Schrebergärten“ sowie Landschafts- und Gartenbilder des Malers und Bildhauers Wolfgang Mattheuer. Kunst des Impressionismus wird im Museum Barberini gezeigt. Teile der Kunstsammlung Hasso Plattner waren schon im Museum Barberini ausgestellt, so beispielsweise Kunst des Sozialistischen Realismus in der Ausstellung „Hinter der Maske. Künstler in der DDR“, 2017/18, und Werke des Impressionismus und Post-Impressionismus in der Ausstellung „Impressionismus. Die Kunst der Landschaft“, Januar bis Mai 2017. Seit September 2020 ist die Dauerausstellung „Impressionismus. Die Sammlung Hasso Plattner“ im Museum Barberini mit 103 Gemälden zu sehen.

## Kunst aus der DDR vor und nach 1989
Der Sammlung der Kunst aus der DDR umfasst Gemälde und Skulpturen von Künstlerinnen und Künstlern der Leipziger Schule wie Gudrun Brüne, Hartwig Ebersbach,  Bernhard Heisig, Wolfgang Mattheuer, Stefan Plenkers, Arno Rink, Willi Sitte und Werner Tübke. Neben Werken des traditionellen Sozialistischen Realismus gibt es Arbeiten von DDR-Künstlern, die nach der politischen Wende entstanden sind.

## Liste der Werke von Künstlerinnen und Künstlern aus der DDR
Diese Tabelle ist noch unvollständig ; zur Sammlung gehören soweit bekannt:
| Titel und Beschreibung | Jahr      | Maltechnik                    | Format                                | Zugang |
| --- | --------- | ----------------------------- | ------------------------------------- | ------ |
| Gudrun Brüne |           |                               |                                       |        |
| Judith und Holofernes | 2007      | Mischtechnik auf Hartfaser    | 100 × 80 cm                           |        |
| Hartwig Ebersbach |           |                               |                                       |        |
| Selbstbildnis unterm Strich | 1982      | Öl auf Leinwand               | 110 × 126 cm                          |        |
| Puppe 1 | 1981      | Öl auf Hartfaser              | 62 × 82 cm                            |        |
| Puppe 3 | 1981      | Öl auf Hartfaser              | 62 × 88 cm                            |        |
| Günter Firit |           |                               |                                       |        |
| Selbstzerstörung | 1984      | Öl auf Hartfaser              | 170 × 150 cm                          |        |
| Ulrich Hachulla |           |                               |                                       |        |
| Kaffeehaus | 1965/1966 | Mischtechnik auf Hartfaser    | 65 × 90 cm                            |        |
| Karneval | 1984/1985 | Mischtechnik auf Holz         | zwei Tafeln, gesamt 197 × 246 cm      |        |
| Rolf Händler |           |                               |                                       |        |
| Maler | 1988      | Öl auf Leinwand               | 180 × 200 cm                          |        |
| Schweigend | 1980      | Öl auf Leinwand               | 80 × 110 cm                           |        |
| Bernhard Heisig |           |                               |                                       |        |
| Abend im Havelland |           |                               |                                       |        |
| Friedrich der Große |           |                               |                                       |        |
| Friedrich der Große und Trommler |           |                               |                                       |        |
| Friedrichstadt | 1988      | Öl auf Hartfaser              | 66 × 88 cm                            |        |
| In Tangermünde |           |                               |                                       |        |
| Leipziger Bürgerhaus | 1976      | Öl auf Holz                   | 97 × 98,5 cm                          |        |
| Mephistopheles | 2008      |                               |                                       |        |
| Unheimliche Begegnung privater Art | 1985      | Öl auf Leinwand               | zwei Tafeln 190 × 270 cm 270 × 190 cm |        |
| Venedig | 1989/1990 | Öl auf Leinwand               | 80 × 100 cm                           |        |
| Peter Herrmann |           |                               |                                       |        |
| Landschaft mit Kühen | 1979      | Öl auf Leinwand               | 95 × 120 cm                           |        |
| Spaziergang in Pillnitz | 1980      | Acryl auf Hartfaser           | 145 × 149 cm                          |        |
| Ralf Kerbach |           |                               |                                       |        |
| Dresdner Freunde | 1983/1984 | Öl auf Leinwand               | 150 × 150 cm                          |        |
| Erich Kissing |           |                               |                                       |        |
| Claudia |           |                               |                                       |        |
| Walter Libuda |           |                               |                                       |        |
| Die Auswanderer | 1984/1985 | Öl auf Hartfaser              | 145 × 121 cm                          |        |
| Peter Makolies |           |                               |                                       |        |
| Angst | 1985      | Bronze                        | 8,2 × 8,2 × 6 cm                      |        |
| Wolfgang Mattheuer |           |                               |                                       |        |
| Baumblüte |           |                               |                                       |        |
| Das graue Fenster | 1969      | Öl auf Leinwand               | 118 × 96 cm                           |        |
| Erlenweier |           |                               |                                       |        |
| Freundlicher Besuch im Braunkohlenrevier | 1974      | Öl auf Hartfaser              | 100 × 125 cm                          |        |
| Fuß (Jahrhundertschritt) | 1987      | Bronze                        | 35 × 20 × 50 cm                       |        |
| In der Ferne Reinsdorf |           |                               |                                       |        |
| Interieur | 1976      | Öl auf Holz                   | 40 × 50 cm                            |        |
| Koloss I | 1968      | Öl auf Hartfaserplatte        | 118 × 96 cm                           |        |
| Liegendes Liebespaar | 1970      | Bronze                        | 50 × 80 × 50 cm                       |        |
| Maskenmann | 1981      | Bronze                        | 215 × 75 × 75 cm                      |        |
| Oh Caspar David | 1975      | Öl auf Holz                   | 58,8 × 83 cm                          |        |
| Spätes Licht |           |                               |                                       |        |
| Sturz des Ikarus II | 1978      | Öl auf Leinwand               | 100,5 × 125,5 cm                      |        |
| Vorfrühling |           |                               |                                       |        |
| Harald Metzkes |           |                               |                                       |        |
| Der Trinker | 1955      | Öl auf Karton                 | 60 × 75 cm                            |        |
| Regentag im Atelier | 1987      | Öl auf Leinwand               | 110 × 110 cm                          |        |
| Stefan Plenkers |           |                               |                                       |        |
| Fremde Zeichen | 1986      | Öl auf Leinwand               | 140 × 160 cm                          |        |
| Spiegelung im Rot | 1986      | Öl auf Leinwand               | 186 × 235 cm                          |        |
| Raumdurchblick | 1983      | Öl auf Leinwand               | 120 × 110 cm                          |        |
| Vision in Weiß |           |                               |                                       |        |
| Arno Rink |           |                               |                                       |        |
| Atelier |           |                               |                                       |        |
| Heimfahrt | 1966      | Öl auf Hartfaser              | 77 × 103 cm                           |        |
| Lots Töchter | 2007      |                               |                                       |        |
| Porträt Henry Schumann | 1968      | Öl auf Hartfaser              | 63,5 × 74 cm                          |        |
| Cornelia Schleime |           |                               |                                       |        |
| Styx I | 1984      | Tusche auf Leinwand und Vlies | 100 × 100 cm                          |        |
| Styx II | 1984      | Tusche auf Leinwand und Vlies | 100 × 100 cm                          |        |
| Willi Sitte |           |                               |                                       |        |
| Alexisbad | 1973      | Öl auf Hartfaser              | 61 × 54 cm                            |        |
| Angela Davis und ihr Richter | 1972      | Öl auf Hartfaser              | 184 × 106 cm                          |        |
| Besuch der Harpyie Harpyien, Mischwesen aus Frau und Vogel, die für das Leben und den Tod stehen. Sie erinnern an mythologische Szenen von Picasso und Chagall. | 1955      |                               |                                       |        |
| Liebespaar | 1967      | Öl auf Hartfaser              | 170 × 120 cm                          |        |
| Selbstbildnis mit Tube und Schutzhelm | 1984      | Öl und Farbtube auf Hartfaser | 125 × 67,5 cm                         |        |
| Sich Stützende | 1957      | Öl auf Hartfaser              | 55 × 45 cm                            |        |
| Erika Stürmer-Alex |           |                               |                                       |        |
| Der Spaziergang | 1974      | Öl auf Hartfaser              | 81,5 × 107 cm                         |        |
| Trennung | 1980      | Latexfarbe auf Stoff          | 123 × 153 cm                          |        |
| Werner Tübke |           |                               |                                       |        |
| Der Narr und das Mädchen | 1982      | Öl auf Leinwand               | 150 × 150 cm                          |        |
| Drei Frauen aus Cefalu | 1983      | Öl auf Leinwand               | 150 × 150 cm                          |        |
| Kreuzabnahme | 1982      | Öl auf Leinwand               | 100 × 150 cm                          |        |
| Hans Vent |           |                               |                                       |        |
| welches Werk ist bisher nicht bekannt |           |                               |                                       |        |
| Ruth Wolf-Rehfeldt |           |                               |                                       |        |
| In sich gefangen | 1973      | Öl auf Holz                   | 60 × 50 cm                            |        |
| Sechs Frauen | 1976      | Öl auf Hartfaserplatte        | 30 × 24 cm                            |        |
| Walter Womacka |           |                               |                                       |        |
| welches Werk ist bisher nicht bekannt |           |                               |                                       |        |

## Impressionismus und Postimpressionismus

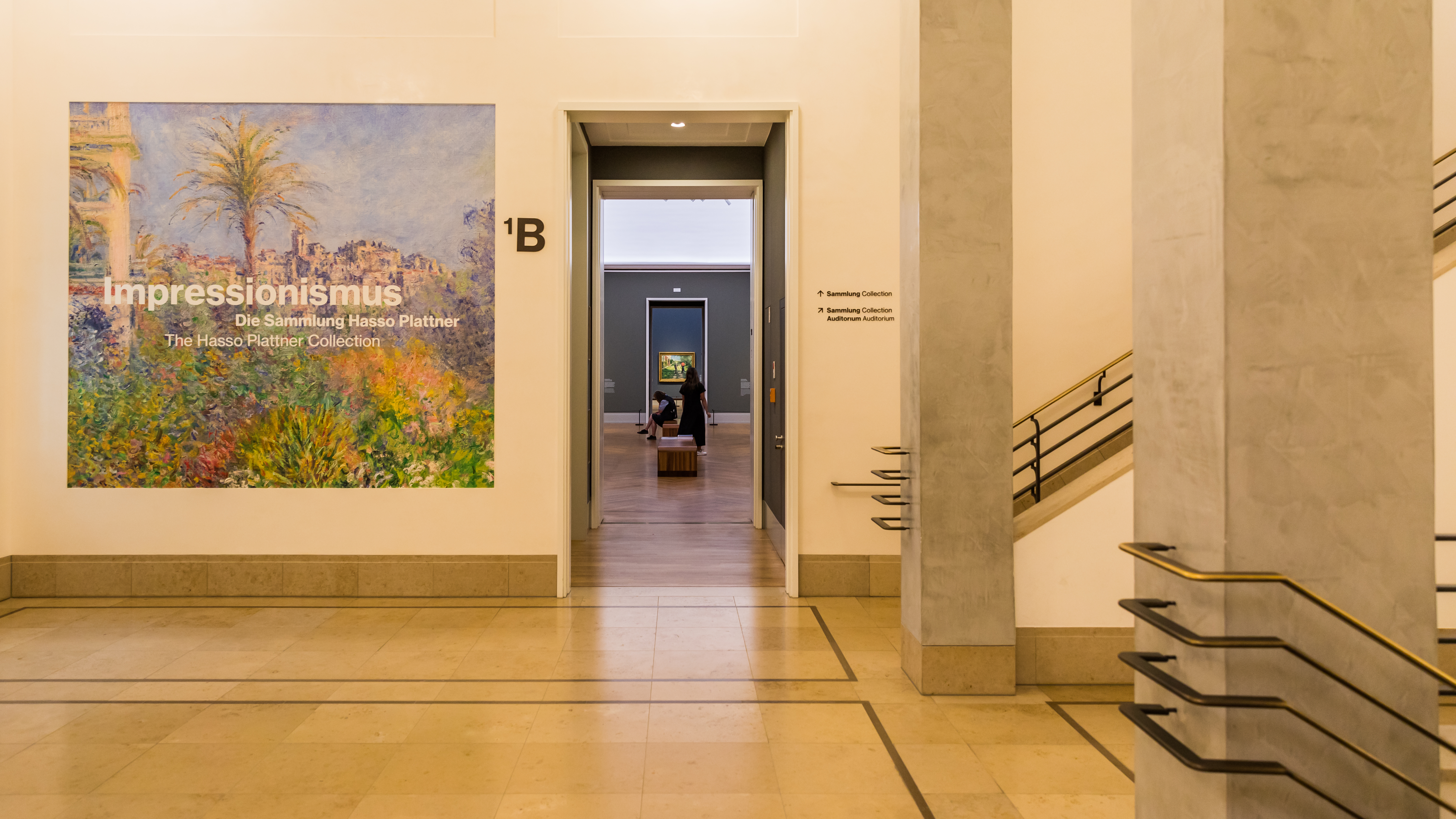

Der Schwerpunkt der impressionistischen und postimpressionistischen Gemälde der Sammlung Hasso Plattner liegt auf der Landschaftsmalerei. Wie Ortrud Westheider, Direktorin des Museum Barberini, im Sammlungskatalog Impressionismus. Die Sammlung Hasso Plattner dargelegt hat, lässt sich an dieser Sammlung die gesamte Entwicklung impressionistischer Landschaftskunst aufzeigen. Die Sammlung umfasst 107 Gemälde. Claude Monet ist mit 38 Gemälden aus verschiedenen Schaffensperioden am stärksten vertreten, nirgendwo sonst in Europa außerhalb von Paris ist ein solches Konvolut zu sehen. Auch von Alfred Sisley, Maurice de Vlaminck, Auguste Renoir und Camille Pissarro sind größere Werkkomplexe zusammengetragen. Plattner besitzt aber auch ein Gemälde von Cézanne, drei Werke des Fauvisten Raoul Dufy, ein Bild von Berthe Morisot und einen Picasso von 1901 (vor seiner Blauen Periode) und Werke von weiteren Malern der Epoche, siehe die folgende Tabelle.
Die Sammlung ist ständig im Museum Barberini zu sehen, einzelne Gemälde werden für Ausstellungen internationaler Museen ausgeliehen. Werke der Sammlung Hasso Plattner sind der Ausgangspunkt für Ausstellungen des Museums Barberini in internationalen Kooperationen wie Impressionismus. Die Kunst der Landschaft (2017), Farbe und Licht. Der Neo-Impressionist Henri-Edmond Cross (2018), Monet. Orte (2020).

## Liste der in der Sammlung vertretenen Gemälde des Impressionismus und Postimpressionismus
Eine Auflistung der Bilder mit genauer Beschreibung und Provenienzangabe ist im Sammlungskatalog des Museums Barberini enthalten, ebenso auf der Website des Museums Barberini. 
| Titel und Beschreibung | Jahr        | Maltechnik               | Format           | Zugang |               |
| --- | ----------- | ------------------------ | ---------------- | ------ | ------------- |
| Eugène Boudin |             |                          |                  |        |               |
| Honfleur. Das Bauerngut Saint-Siméon. Auf dem Hof Saint Siméon bei Honfleur wohnte Boudin 1854. Dort trafen sich in einer Art früher Künstlerkolonie Freunde der Plein air-Malerei, zu der später auch Gustave Courbet und Claude Monet gehörten. Dieses Bild ist für Boudin eher untypisch. Etwas genrehaft und anekdotisch stellt er das einfache Landleben unter freiem Himmel dar. | 1855–1857   | Öl auf Holz              | 17 × 40,5 cm     | 2008   |               |
| Honfleur. Der Hafen. Den Hafen von Honfleur stellt Boudin als Ort für Verkehr, Wirtschaft und Handel dar. An der Kaimauer hat hinter einem Segelschiff ein Dampfschiff mit der französischen Trikolore am Heck festgemacht. Zahlreiche Menschen, Passagiere und Waren befinden sich auf dem Kai. Boudin hat hier einen modernen Hafen gezeigt. | 1858–1862   | Öl auf Karton            | 19,5 × 26,5 cm   | 2009   |               |
| Camaret. Der Hafen. In dieser Hafenansicht aus Camaret-sur-Mer nimmt der bedeckte Himmel mit seinen Wolkenfetzen in verschiedenen Grautönen und wenigen kleinen blauen Bereichen die größte Bildfläche ein. Wie die Gestaltung des Himmels verweist auch die tief liegende Horizontlinie auf die niederländische Landschaftsmalerei des 17. Jahrhunderts. Leuchtendere Farbelemente in Gelb, Grün und Rot sind nur an dem schräg bei Ebbe am Strand liegenden Kutter zu sehen. | 1876        | Öl auf Leinwand          | 41 × 63 cm       | 2008   |               |
| Le Havre. Der Außenhafen bei Sonnenuntergang. Die untergehende Sonne in der mittigen Sichtachse des Bildes erzeugt auf der Wasseroberfläche eine das ganze Bild einnehmende Farbigkeit aus dunkel bis hellblauen, gelborangen und dunkelgrauen Tönen. Die Flagge am Zweimaster rechts bildet mit ihrem roten leicht geschwungenen Pinselstrich einen Farbakzent. Vorbild waren hier nicht die niederländischen Maler, sondern eher William Turner. | 1882        | Öl auf Leinwand          | 54,5 × 74,5 cm   | 2012   |               |
| Fécamp. Das Hafenbecken. Diese Hafenansicht zeigt nicht den Blick auf das offene Meer, sondern die Kais, die einen Hafen zum Land hin begrenzen. Die Horizontlinie wird hier von den Masten der Schiffe und den Gebäuden unterbrochen. Vorherrschende Farbtöne sind Hellblau, Gelb und Rosa. In diesem Bild deutet sich bereits die spätere „Lichtmalerei“ des Impressionismus an. | 1883        | Öl auf Holz              | 26,5 × 35 cm     | 2009   |               |
| Le-Havre. Sonnenuntergang am Meer. In diesem Seestück geht es um die vielfältigen Farbenspiele der untergehenden Sonne. In feinen Abstufungen sind die Farbtöne in diesem Bild die Hauptsache. Unter der tiefen Horizontlinie ist das Meer bei Ebbe trockengefallen und einige Personen waten durch das flache Wasser. Links hinten liegt schräg ein Segelboot, im Vordergrund bückt sich ein Mann, um im flachen Wasser etwa zu sammeln. Boudin stellte in seinen Seebildern nicht nur elegant gekleidete Badegäste dar, sondern legte als „König des Himmels“ besonderen Wert auf das Licht, das wie bei William Turners Bildern, Konturen auflöst. | 1885        | Öl auf Leinwand          | 65 × 92,5 cm     | 2011   |               |
| Gustave Caillebotte |             |                          |                  |        |               |
| Rue Halévy, Blick von einem Balkon. Auch dieses Bild zeigt von einem stark erhöhten Standpunkt aus Richtung Süden die Rue Halévy mit der Opéra Garnier. Im Gegensatz zu Caillebottes anderem Parisbild in der Sammlung ist das Morgenlicht hier stark dunstig, um eine atmosphärische Darstellung zu erreichen. Dafür verzichtet der Maler auf erzählerische Elemente. Die grünen und gelblichen Balkonpflanzen bilden als Repoussoir zur perspektivischen Tiefenwirkung einen starken farblichen Kontrast zu dem vorherrschenden hellvioletten Tönen der Gebäude und des helleren Himmels. | 1877        | Öl auf Leinwand          | 54 × 65,5 cm     | 2020   |               |
| Rue Halévy, Blick aus der sechsten Etage / Vue d’un sixième étage. In diesem Blick aus einem Mansardenfenster auf die Rue Haléva in Paris inszeniert Caillebotte die Stadt als Thema. Die stark perspektivisch verlaufende Sichtachse in Richtung der Opéra Garnier auf der rechten Seite übt nach Ansicht von Barberini-Kurator Daniel Zamani eine „Sogwirkung“ durch die „ungewöhnlich hohe Aufsicht“ aus. Durch die reduzierte Farbauswahl auf blauviolette Töne bekommt das Bild einen skizzenhaften Charakter. Zwar sind die architektonischen Details der Gebäude deutlich zu erkennen, Passanten und Kutschen verschwimmen jedoch. Die Assoziation an Claude Monets Gemälde Boulevard des Capucins im Nelson-Atkins Museum of Art liegt nah. | 1878        | Öl auf Leinwand          | 59,5 × 73 cm     | 2019   |               |
| Paar beim Spaziergang / Chemin montant. Zwei Figuren in Rückenansicht machen einen Spaziergang im Badeort Trouville in der Normandie, wo sich Caillebotte zwischen 1880 und 1884 regelmäßig im Sommer aufhielt. Wahrscheinlich der Künstler selbst und seine Freundin Charlotte Berthier sind auf dem Bild zu sehen, die im Sonnenlicht an einer Villa im italienischen Stil vorbeigehen. Während sich Caillebottes Malerkollegen zum Malen eher am Strand und an der Promenade aufhielten, zog er landeinwärts gelegene Motive vor. | 1881        | Öl auf Leinwand          | 100,2 × 125,3 cm | 2019   |               |
| Flieder und Pfingstrosen in zwei Vasen / Lilas et pivoines dans deux vases. Caillebotte war ein passionierter Gärtner. Es besaß seit 1881 ein Landhaus mit Garten in dem Ort Le Petit-Gennevilliers und stand in Kontakt mit dem ebenfalls gartenbegeisterten Claude Monet. Auf dessen Anregung malte er 25 Stillleben. In diesem Bild ist nur die vordere Vase mit dem Flieder detailliert in glatter Malweise ausgeführt, das bunte Tischtuch hingegen in unregelmäßigen, fast abstrakten pastosen Pinselstrichen. Der Hintergrund des Raumes ist dagegen nur schemenhaft angedeutet. | 1883        | Öl auf Leinwand          | 92 × 73 cm       | 2014   |               |
| Allee der Villa des Fleurs in Trouville. Dieses im Seebad Trouville entstandene Landschaftsbild war lange unbekannt. Caillebotte hatte es seinem Freund Edmond Badufle, wie er ein begeisterter Hobbysegler, als Hochzeitsgeschenk vermacht. Erst 1994 tauchte es aus dem Besitz der Nachfahren von Badufle wieder auf. In der Licht- und Schattenführung an Auguste Renoir und Claude Monet erinnernd, ist es in seiner Fluchtpunkt-Perspektive und der zum im Hintergrund durchscheinenden Meer leicht angehobenen Sichtachse für Caillebotte charakteristisch. | 1883        | Öl auf Leinwand          | 60 × 73 cm       | 2018   |               |
| Die Brücke von Argenteuil und die Seine / Le pont d’Argenteuil et la Seine. Die Straßenbrücke über die Seine bei Argenteuil war oft das Motiv der impressionistischen Künstler. Caillebotte malte aber, im Gegensatz zu Monet, der 1874 einen kompletten Bogen der Brücke mit Pfeilern darstellte, nur einen kleinen Ausschnitt in Untersicht und Perspektive durch einen der gusseisernen Bögen auf den Fluss mit Radschleppdampfer und Lastkahn. In diesem Bild verwendet der Maler den für den Impressionismus schon typischen tupfenden Farbauftrag. Frühere seiner Bilder der Industriearchitektur aus den 1870er Jahren weisen noch den glatten Farbauftrag nach akademischer Tradition auf. | um 1883     | Öl auf Leinwand          | 65 × 82 cm       | 2015   |               |
| Paul Cézanne |             |                          |                  |        |               |
| Unterholz. Dieses Bild aus der Spätphase Paul Cézannes zeigt Baumstämme mit schwarzen Konturen, die die Vorzeichnung auch noch im Gemälde erkennen lassen. Die Farbpalette des Bildes besteht aus gedämpften blauen, grünen und braunen Tönen. Die Beschreibung im Barberini-Katalog enthält zu diesem Bild die Formulierung „[…] aufragende Baumstämme wie Gitterstäbe“ und den Hinweis, dass Cézanne mit dieser „zurückgenommenen Farbigkeit“ und den „verwobenen Flächen“ zu einem „Wegbereiter des Kubismus“ wurde. | 1897/98     | Öl auf Leinwand          | 55 × 46 cm       | 2018   |               |
| Henri Edmond Cross |             |                          |                  |        |               |
| Stierkampf. In der Pariser Stierkampfarena, die 1889 anlässlich der Weltausstellung errichtet wurde, zeigt das Bild im Vordergrund zwei Zuschauer mit Hüten von schräg hinten. Einer hält ein Opernglas an die Augen und stellt somit die Verbindung zum Geschehen auf dem Sandplatz her. Dort befinden sich Toreros und ein Stier. Es ist ein Ausschnitt, der ähnlich wie der einer Fotografie wirkt. Dieses Bild ist eines der Ersten, die Cross im Stil des Pointillismus ausgeführt hat. Die Punkte bestehen aus nicht gemischten Farben und bilden eine mosaikartige Fläche. Auf das Thema der Arena kam er durch Georges Seurat, der Bühnengeschehen öfter gemalt hat. | 1891/92     | Öl auf Leinwand          | 46 × 61 cm       | 2000   |               |
| Aquarell nach „Stierkampf“. Im Gegensatz zu den älteren Malern verwandten die sogenannten „Neoimpressionisten“ wie Cross für ihre Werke oft Vorstudien. Außerdem arbeiteten sie nicht plein air, sondern im Atelier. Die Bildfindung erfolgte bei ihnen schrittweise, und sie probierten neue Techniken wie den Pointillismus aus. Dieses Aquarell ist jedoch keine Vorstudie, sondern die Bearbeitung eines Bildausschnittes in Aquarelltechnik für Übungszwecke, die den pointillistischen Charakter der Vorlage, Cross’ Bild Stierkampf von 1891/92, beibehält. Dieses Bild ist eine seiner wenigen Arbeiten in dieser Malweise. | 1893        | Aquarell auf Papier      | 19,4 × 23,8 cm   | 2016   |               |
| Der Strand von Saint-Clair. Seit 1891 lebte Cross an der Côte d’Azur, die in seinen pointillistischen Bildern sein Hauptthema wurde. In diesem Bild erzeugt er eine feierliche Abendstimmung. Aus einem Pinienwäldchen heraus fällt der Blick auf den Strand und einen Angler. Die intensiven Farben sind getupft aufgetragen und zeigen in ihrem funkelnden orangen Leuchten das Licht der Abendsonne. Das ganze Kolorit lässt auf den Einfluss seines Freundes Paul Signac schließen. Im Gegensatz zu Georges Seurats nur aus exakten Punkten bestehenden Farbtupfern, arbeitete Cross in seinen späteren Arbeiten wie dieser, mit kurzen Pinselstrichen. | 1896        | Öl auf Leinwand          | 54 × 65 cm       | 2013   |               |
| André Derain |             |                          |                  |        |               |
| Landschaft bei Cassis. Derains Bilder bis 1905/06 zeigten noch Anklänge an den Pointillismus, seine späteren Werke sind aber dem Fauvismus zuzuordnen. In diesem Bild, das die Bucht von Cassis mit ihrer angedeuteten Steilküste im Hintergrund zeigt, sind Einflüsse von Paul Cézanne zu erkennen, was sich in den reduzierten konturierten geometrischen Formen und Flächen zeigt. Die hellen Farbtöne der Häuser, die dunklen Bäume und die durch starke Konturen gezeichneten flach wirkenden Formen gehen schon in die Richtung des Kubismus, der die kurze Phase des Fauvismus beendete. | 1907/08     | Öl auf Holz              | 44,5 × 55 cm     | 2007   | Link zum Bild |
| Albert Dubois-Pillet |             |                          |                  |        |               |
| Morgen auf der Marne in Meaux. Das Bild zeigt die Marne bei Meaux und hinter einer Baumreihe die Kathedrale Saint-Étienne. Dubois-Pillet gehörte zu den Malern, die vom Pointillismus mit seinen Punkten aus reinen Farben inspiriert wurden. Die Farbführung reicht von vorwiegend Hellblau der morgendlich glitzernden Marne über das kräftiges Grün der Vegetation zum Weiß und Pink der Architektur. Die Kathedrale, die anderen Gebäude und die Wasseroberfläche in der Bildmitte weisen diese feinkörnige Tupftechnik auf, während die Bäume, das grasige Flussufer und der Himmel freier gemalt sind. | um 1886     | Öl auf Leinwand          | 28 × 37 cm       | 2010   |               |
| Raoul Dufy |             |                          |                  |        |               |
| Der Strand von Sainte-Adresse. Das Gemälde zeigt die Seebrücke des Strandes von Sainte-Adresse, ein repräsentatives Gebäude in Bäderarchitektur, ein paar Personen, die sich im Sand gelagert haben, ein pinkrosafarbenes Umkleidezelt und den leuchtend roten großen Hut einer cremefarben gekleideten Frau auf der Brücke. Über allem weht die französische Trikolore. Die Lichtführung des dem Fauvismus zugeordneten Künstlers ist ganz anders als die der Impressionisten; seine Darstellung des monotonen blauen Himmels liefert nicht die typische luftig wolkige Atmosphäre, die seine Vorgänger so schätzten. | 1906        | Öl auf Leinwand          | 46 × 55 cm       | 2018   |               |
| Das weiße Segel. Das Gaffelsegel mit leichtem Grünschimmer im oberen Bereich nimmt die größte Fläche des Bildes ein. Auf der kaum bewegten Wasseroberfläche wird es grün reflektiert. Das rosafarbene Boot, zu dem es gehört, liegt im „Päckchen“ festgemacht längsseits einer größeren Yacht. Das kleine Ruderboot links ist in Gelb und Braunrot gehalten, das Wasser in grünen und pinken Schlieren. Der Hintergrund des Bildes, ein Pferdefuhrwerk und die Dorfsilhouette sind nur angedeutet, ebenso wie der in schnellen Pinselstrichen ausgeführte Himmel. Ein ähnliches Motiv ist in Paul Signacs Bild Hafen bei Sonnenuntergang zu finden, nur verwendet Dufy hier die Ölfarbe in einer leichten Malweise wie Aquarellfarbe. | 1906        | Öl auf Leinwand          | 57 × 73 cm       | 2009   |               |
| Weizenfeld in der Normandie. Dufys großes Vorbild war Claude Monet, der sich öfter mit dem leuchtenden Effekt eines sommerlichen Weizenfeldes befasste. Bei Dufy jedoch ist nur der Vordergrund mit grob angedeuteten Ähren hell. Bildmitte und -hintergrund sind eher dunkel, mit Ausnahme der beiden rotbunten Kühe auf einer sonnenbeschienen Weide. Auch das Dorf mit seinem schwarz konturierten Kirchturm ist nur grob gezeichnet und auf dunkle Blautöne reduziert. Nach der Beschreibung des Bildes im Katalog des Museums Barberini „transponierte er die Leichtigkeit Monets in eine dekorative, ironische Heiterkeit.“ | um 1935     | Öl auf Leinwand          | 46 × 55 cm       | 2008   |               |
| Émile-Othon Friesz |             |                          |                  |        |               |
| Szene in einer Pariser Brasserie. Das Motiv Menschen in einem Café, oder wie hier einer Brasserie, nutzten bereits die Künstler aus dem Umfeld des Impressionismus. Bekannt ist das Bild Absinthe von Edgar Degas von 1876. In Friesz' fauvistischem Bild ist eine ähnliche Szene zu sehen: Drei nicht miteinander kommunizierende Personen sitzen an einem Tisch mit Getränken. Die befremdliche Farbgebung erzeugt eine unharmonische Stimmung, die Frau in der Mitte nimmt eine provokante Pose ein, indem sie die Betrachter direkt anblickt. Sie scheint die Hauptfigur zu sein. | um 1905/06  | Öl auf Leinwand          | 49 × 45,5 cm     | 2008   |               |
| Armand Guillaumin |             |                          |                  |        |               |
| Getreideschober in der Île-de-France. Getreideschober, also zum Trocknen aufgeschichtetes Korn, war vor allem für Claude Monet ein lohnendes Motiv. Seine Meules-Serie ist weltbekannt. Während Monet in seinen Bildern ganz nach impressionistischer Manier die ländliche helle Sommerhitze mit ihrer flirrenden Luft einfängt, legt Guillaumin unter Verzicht auf das Atmosphärische eher Wert auf die Zeichnung der Landschaft mit deutlichen Formen, was durch die satt aufgetragene Farbe unterstützt wird. Vom Impressionismus entfernt er sich damit. | um 1894     | Öl auf Leinwand          | 60,5 × 73 cm     | 2010   |               |
| Blick auf den Puy de Dôme. Mit dieser winterlichen Landschaft, in der die Schneefläche mit ihrem Farbenspiel von Blau, Rosa und Violett den größten Raum einnimmt, hat sich Guillaumin vom Impressionismus weit entfernt. Er setzt Farbakzente, so im Dorf erkennbar, mit einer kleinen roten Fläche an einem Haus und legt das Gewicht in diesem Bild auf deutliche Konturen in den Formen und Flächen. | um 1899     | Öl auf Leinwand          | 65 × 81 cm       | 2011   |               |
| Auguste Herbin |             |                          |                  |        |               |
| Landschaft auf Korsika. Das intensive Licht der französischen Mittelmeerküste hat schon immer die Künstler des Impressionismus dorthin gezogen. Der damals noch dem Fauvismus zugeneigte Auguste Herbin entdeckte dort, wie auch Henri Matisse, die intensive Kraft der Farben, die dem Fauvismus erst den nötigen expressiven Schwung gab. Der deutsche Kunsthändler Wilhelm Uhde lud Herbin nach Korsika ein, um dort zu malen. Herbin fertigte mehrere Ansichten von Bastia an, die Uhde ihm abkaufte und die so für ihn den künstlerischen Durchbruch bedeuteten. | 1907        | Öl auf Leinwand          | 46 × 55 cm       | 2012   | Link zum Bild |
| Henri Le Sidaner |             |                          |                  |        |               |
| Fenster mit Nelken, Gerberoy. Le Sidaner war wie sein künstlerisches Vorbild Claude Monet ein Gartenfreund. In Gerberoy kaufte er Anfang des 20. Jahrhunderts einen Bauernhof und legte einen Garten an, der von nun an sein künstlerisches Hauptmotiv war. In diesem Bild führt der Blick aus dem Speisezimmer durch das geöffnete Fenster in den Gerten. Der Tisch ist gedeckt, eine geöffnete Flasche Weißwein korrespondiert farblich mit der Blumenvase auf dem Fensterbrett. Im Garten führt ein Weg an einer Sitzbank vorbei in perspektivischer Anordnung zu einem Zaun. Das Sonnenlicht erreicht an drei Stellen diesen Weg. Das Bild ist in pointillistischer Manier gemalt, die die Objekte, Karaffe, Flasche, Blumenvase und die die Vegetation reflektierenden Fensterscheiben, mit großer Präzision erfasst. | 1908        | Öl auf Leinwand          | 100 × 81 cm      | 2011   |               |
| Gustave Loiseau |             |                          |                  |        |               |
| Raureif in Pontoise. Rauchende Fabrikschornsteine wurden in der impressionistischen Malerei oft als Zeichen der modernen Zeit in die Bilder integriert, und besonders im Winter tritt der Abdampf der Maschinen besonders deutlich hervor. Im Hintergrund steht die Fabrik im Kontrast zu den landwirtschaftlichen Flächen im Vordergrund mit ihren Kopfweiden. Das winterliche Raureif bildet Loiseau mit pastos aufgetragenen Farben nach, die eine eigene raue Bildoberfläche erzeugen. | 1906        | Öl auf Leinwand          | 60 × 92 cm       | 2011   |               |
| Der Strand von Fécamp. In diesem Bild aus Fécamp wandelt der Künstler auf den Spuren seines Vorbilds Claude Monet. Doch im Gegensatz zu Monet ist diese Ansicht eher skizzenhaft ausgeführt, was sich besonders an der städtischen Bebauung und der Personengruppe am Strand im Vordergrund zeigt. Die Steilküste weist in ihrer vertikalen Dominanz in der Bildmitte auf den perspektivischen Fluchtpunkt der gebogenen Uferlinie hin. Loiseau schuf dieses Bild nach seiner pointillistischen Phase. | um 1910 [?] | Öl auf Leinwand          | 38 × 62 cm       | 2018   |               |
| Claude Monet |             |                          |                  |        |               |
| Der Hafen von Zaandam. 1871 lebte Monet eine Zeitlang in Zaandam. Vielleicht war die instabile politische Lage in Paris nach dem verlorenen Deutsch-Französischen Krieg der Grund. In den Niederlanden konnte er jedenfalls seine impressionistische Malweise weiterentwickeln. Dieses Bild einer späten Abendstimmung bei leichtem Wind von links nach rechts, erkennbar an den Wimpeln der Schiffsmasten, zeigt im Hintergrund die typische Giebelgestaltung traditioneller holländischer Häuser. Im Vordergrund dominieren Holzpfähle zum Festmachen als gestalterisches Element des skizzenhaften Bildes. | 1871        | Öl auf Leinwand          | 47,5 × 74 cm     | 2018   |               |
| Schiffe in Zaandam. Windmühlen, Häuser mit ihren Giebeln und Tulpenfelder, Grachten und Segelschiffe sind charakteristisch für die Niederlande. Monet war mehrmals dort und malte vor allem diese landestypischen Symbole. Im Gegensatz zu den anderen Ansichten von Zaandam, die er eher skizzenhaft ausführte, weist diese Hafenszene mit ihrem geschäftigen Treiben, die fast an eine Momentaufnahme erinnert, eine glatte Oberfläche, klare Konturen und eine sorgfältige Pinselführung auf. Wie auch später in seinen bekannten Bildfolgen („Heuschober“, Seerosen) variiert er nicht nur Tages- und Jahreszeit, Licht und Wetter, sondern auch die Textur in den Bildern. | 1871        | Öl auf Leinwand          | 44,5 × 72,5 cm   | 2001   |               |
| Argenteuil am Spätnachmittag. Nach seiner Zeit in Zaandam zog Monet nach Argenteuil, einem Ort nicht weit von Paris, in dem sich im 19. Jahrhundert zunehmend Industrie ansiedelte. Eine schlossartige Villa aus dem 17. Jahrhundert steht an der Horizontlinie zwischen Fabrikschornsteinen und -hallen, ein Hinweis auf die moderne Zeit. Rechts dominieren hoch gewachsene Bäume, links im Bild bestimmt die Weite der Seine die Komposition. Die Szene am späten Nachmittag zeigt Himmel und Fluss in zarten Blau-, Gelb- und Rosatönen. In seiner Zeit in Argenteuil, bis 1878, vervollkommnete Monet seinen Malstil. Hier begann er auch, das gleiche Motiv zu verschiedenen Tageszeiten in unterschiedlichem Licht darzustellen. | 1872        | Öl auf Leinwand          | 60 × 81 cm       | 2013   |               |
| Der Hafen von Le Havre am Abend. Seine Jugend hatte Monet in Le Havre verbracht. Als er 1872 dorthin zurückkehrte, entstand sein wohl bekanntestes Bild Impression, Sonnenaufgang, das der Kunstrichtung Impressionismus den Namen gab und den Industriehafen von Le Havre am Morgen zeigt. Dieses Bild ist das nächtliche Gegenstück. Hier ist die Beleuchtung künstlich und zeigt die Topp- und Positionslichter der Dampfschiffe und die regelmäßige Anordnung der Gaslaternen in den Hafenanlagen. Die etwas skizzenhafte Malweise lässt zwar Einzelheiten kaum erkennen, aber die Umrisse sind genau wiedergegeben. Monets eigentliches Thema dieses Bildes sind aber die Reflexionen der Lichter auf der Wasseroberfläche. Nicht nur in Impression, auch hier ist Monets Streben nach einer authentischen Wiedergabe der Witterungsverhältnissen in Licht und Stimmung zu erkennen. | 1872        | Öl auf Leinwand          | 60 × 81 cm       | 2016   |               |
| Der Tümpel im Schnee. Das Motiv der verschneiten Landschaft fand Monet in der Nähe seines Wohnortes Argenteuil, dessen Häuser den Hintergrund des Bildes markieren. Im hellen Sonnenlicht eines Wintertages stellt Monet eine Landschaft mit Feldern, kahlen Bäumen und – in der unteren linken Bilddecke – eine zugefrorene Wasserfläche dar. Einige Personen bevölkert als schmale Silhouette das Motiv. Die glitzernden Schnee- und Eiseffekte setzte der Maler mit verschiedenen Blau- und Weißtönen in Szene. Das Gemälde gehörte Anfang der 1930er Jahre zur Sammlung des Berliner Unternehmers Richard Semmel, der es nach seiner Flucht aus Deutschland 1933 in Amsterdam verkaufen musste. Bevor das Bild 2022 versteigert wurde, einigten sich die Erben von Richard Semmel und die vormaligen Besitzer auf einen finanziellen Ausgleich. | 1874        | Öl auf Leinwand          | 60,6 × 81,7 cm   | 2022   |               |
| Raureif. Beim Malen dieses winterlichen Bildes, das Argenteuil im schneereichen Winter 1874/75 zeigt, arbeiteten Monet und Auguste Renoir nebeneinander. Währen Monet dem gelblichen Licht eine kleine Portion Rot beimischte, blieb Renoir bei den Blau- und Braunnuancen, die auch Monet verwandte. Monet gab dem Motiv dadurch einen warmen Ton. Renoir legte großen Wert auf das filigran gezeichnete Geäst der Büsche und Bäume, während Monet einen schwungvolleren Pinselstrich vorzog. Auch hier ließen sich die Maler von japanischen Holzschnitten inspirieren. Monet lebte damals in Argenteuil und war in jener Zeit von Schnee, Eis und Raureif fasziniert, deren Oberflächen vielfältige farbliche Reflexe hervorbrachten. Die Komposition dieses Bildes ist zweigeteilt: Schatten und Sonne, was eine besondere Sichtweise der Nah- und Fernsicht ermöglicht. Renoirs ähnliches Bild befindet sich heute im Pariser Musée de l’Orangerie. | 1875        | Öl auf Leinwand          | 50 × 61 cm       | 2014   |               |
| Der kugelförmige Baum in Argenteuil. Im Gemälde richtet sich Monets Blick von Petit Gennevilliers aus über die Seine auf seinen Wohnort Argenteuil. Während am diesseitigen Ufer eine niedrige Ufervegetation den Blick auf den Fluss frei gibt, zeigen sich auf der gegenüberliegenden Seite eine Reihe von Bäumen der Uferpromenade. Namensgebend ist ein kugelförmiger Baum, der im Bildzentrum aus einer Baumgruppe hervorragt. Dahinter zeigen sich herrschaftliche Häuser, die sich wie die sommerlich belaubten Bäume auf der Wasserfläche des Flusses spiegeln. Monet betont in dieser friedlichen Landschaftsdarstellung eines Pariser Vorortes die Harmonie zwischen Mensch und Natur. | 1876        | Öl auf Leinwand          | 60,3 × 80,2 cm   | 2022   |               |
| Die Rosensträucher im Garten von Montgeron. Bei dieser die klassische Bildkomposition überwindende Gartenszene handelt es sich um ein Auftragswerk des Pariser Tuchhändlers Ernest Hoschedé, einem frühen Förderer Monets und seiner Frau Alice. Es zeigt blühende Strauchrosen im Vordergrund und im Hintergrund den Schlossgarten des Unternehmers in Montgeron. Noch weitere Bilder stellte Monet her, die der Dekoration der Wohnräume dienen sollten. Dieses ist die Vorstudie zu einem der vier Auftragswerke, dessen endgültige, mehr als doppelt so große Fassung unter dem Titel Gartenecke in Montgeron, sich heute in der St. Petersburger Eremitage befindet. Hoschedé konnte allerdings die Bilder nicht mehr bezahlen, denn er ging bankrott. Monet und Alice hatten eine Beziehung miteinander, die nach dem Tod ihres Mannes in eine Ehe überging. | 1876        | Öl auf Leinwand          | 61 × 82 cm       | 2010   |               |
| Stillleben mit spanischer Melone. In diesem Stillleben ist die Melone angeschnitten, was den Appetitsinn des Betrachters durchaus anregen könnte. Vom Stil her ist dieses Bild der flämischen Malerei des 17. Jahrhunderts zuzuordnen, in der Lebensfreude und bürgerlicher Wohlstand oft das Thema war. Mit Stillleben experimentierte Monet bereits in seinem Frühwerk seit 1860. Dass er Jahre später sich erneut damit befasste, hatte wohl wirtschaftliche Gründe, denn eine solche Malerei war gefragt. Dieses Bild stammt aus einer Reihe von drei Arbeiten, die Früchte in einem Korb arrangiert auf einem Tischtuch zeigen. Allerdings ist das Motiv hier durch die Melone erweitert, die die Hauptrolle spielt, denn das herausgeschnittene Stück ragt über das Tischtuch heraus und wird neben den in ihrer Farbigkeit optisch ansprechenden Äpfeln und Trauben in besonderem Licht gezeigt, um außer dem Auge den Geschmackssinn anzuregen. Ein für die Impressionisten nicht ungewöhnliches Prinzip ihrer Kunst. Das Bild befand sich seit 1934 im Besitz des Kunsthändlers Paul Rosenberg, wurde nach der Besetzung Frankreichs von den Nationalsozialisten 1941 beschlagnahmt und von Hermann Göring beansprucht. 1948 erfolgte die Restitution an Rosenberg. | 1879        | Öl auf Leinwand          | 90 × 68 cm       | 2019   |               |
| Der Apfelbaum. Das im Frühjahr 1879 in der Nähe von Vétheuil entstandene Bild zeigt im Zentrum einen blühenden Apfelbaum vor hügeliger Landschaft und bewölktem grauen Himmel. Monet hatte im Vorjahr seinen bisherigen Wohnort Argenteuil verlassen, um sich in Vétheuil niederzulassen. Der weiter flussabwärts an der Seine gelegene Ort bot dem Maler eine von der Industrialisierung verschonte Landschaft mit zahlreichen malerischen Motiven. Das Bild Der Apfelbaum gehört zu einer Reihe von Bildern mit blühenden Obstbäumen, zu denen neben Apfelbäumen auch Birnen- und Pflaumenbäume gehören. | 1879        | Öl auf Leinwand          | 54,2 × 65,5 cm   | 2022   |               |
| Der Fluss. Mit sichtbaren geschwungenen Pinselstrichen, ganz im Gegensatz zu der akademischen Auffassung, dass Malerei glatte geschlossene Oberflächen aufweisen muss, hat Monet mit diesem Bild Wert darauf gelegt, die Trennung zwischen Skizze und fertigem Bild aufzuheben. Diese Flusslandschaft erhält dadurch einen fast schon abstrakten Charakter, auch das Ruderboot mit seinen angedeuteten Personen ist erst auf dem zweiten Blick als solches zu erkennen. Monet verdeutlicht in diesem Bild den Prozess des Malens und seine persönliche Handschrift. | 1881        | Öl auf Leinwand          | 54 × 73 cm       | 2014   |               |
| Der Garten von Vétheuil. Dieses Bild gehört zu den ersten von Claude Monet, das nur einen bunt blühenden Garten, aber keine Personen zeigt. Dieser Garten in Hanglage in Vétheuil erscheint wie eine zufällige Momentaufnahme, denn die Komposition ist nicht arrangiert. Im Hintergrund ist ein Wohnhaus zu erkennen, davor liegen Gartenterrassen. Im Vordergrund verwehren Äste und Bohnenstangen den genaueren Blick nach hinten, aber rechts führt ein Weg vom Standpunkt des Malers und Betrachters zu einer Treppenanlage und dem Wohnhaus. | 1881        | Öl auf Leinwand          | 59,5 × 74,5 cm   | 2014   |               |
| Landschaft auf der Insel Saint-Martin. Seit 1878 lebte Monet in Vétheuil, im Hintergrund dieses Bildes mit seiner Kirche Notre Dame sichtbar. Hier beschäftigte er sich vorwiegend mit der dortigen Feld- und Wiesenlandschaft. Der Mensch kommt in seinen Arbeiten kaum mehr vor. Nur in entfernten Gebäuden und an Wegen ist seine Gegenwart noch vorhanden. Auch in diesem Bild gibt es einen überwachsenen Pfad, der an der Baumreihe entlang zum Dorf führt. Der Titel des Bildes „Landschaft auf der Insel Saint-Martin“ ist allerdings befremdlich, denn Vétheuil liegt auf dem Festland | 1881        | Öl auf Leinwand          | 73 × 59,7 cm     | 2018   |               |
| Weizenfeld. Die Horizontlinie des Bildes bestimmen Pappeln in Baumgruppen und Strauchwerk. Über den Acker führt von vorn bis in die Bildmitte ein Pfad, der wie öfter bei Monet, den Blick des Betrachters lenken soll. Der Himmel mit seinen Zirruswolken korrespondiert mit den Blautönen der Halme im Vordergrund. Der horizontal scharf abgegrenzte Teil in der mittleren Bildtiefe zeigt hingegen eine rötlich-gelbliche und in den Baumgruppen grün-bläuliche Farbigkeit. | 1881        | Öl auf Leinwand          | 65,7 × 82 cm     | 2012   |               |
| Kante der Steilküste bei Pourville. Auf der Horizontlinie im oberen Bilddrittel verschwimmen in diesem Bild Himmel, Meer und die Steilküste auf der gegenüberliegenden Seite der Bucht bei Pourville. Nur die vertikale Kante der gras- und blumenbewachsenen Felsen im Vordergrund ist scharf abgebildet, fast wie in einer Fotografie, die die Tiefenschärfe als bewusstes Kompositionsmerkmal nutzt. Monet zeigt in diesem Bild nicht die bekannten touristischen Motive der Gegend, sondern hat zum Malen eine eher unspektakuläre Stelle gewählt. | 1882        | Öl auf Leinwand          | 60,5 × 81,5 cm   | 2014   |               |
| Herbst in Jeufosse. Das Herbstlaub am rechten Ufer des Flusses leuchtet in Rot, Gelb und kaum noch Grün. Kurze Pinselschwünge, getupfte Farbe und Kontraste, die ein Flimmern des Lichts erzeugen, machen den impressionistischen Reiz dieses Bildes aus. Im Wasser der Seine, hier bei Jeufosse, spiegelt sich der herbstliche Auwald und wird „verdoppelt“. Einige blaue Farbtupfen weisen inmitten der Bewegung auf die Wasserfläche hin. Die Seine gehörte bis in die 1890er Jahre zu den Hauptmotiven Monets. | 1884        | Öl auf Leinwand          | 60 × 73 cm       | 2013   |               |
| Les Petites-Dalles bei Ebbe. Dieses Bild zeigt die Monumentalität der weißen Klippen von Les Petites-Dalle, einem Badeort bei Fécamp in der Normandie. Monet lässt die starken Farbkontraste in Blau, Gelb, Rosa und Grün in der leicht bewegten Wasseroberfläche reflektieren und erreicht so eine dramatische Bildwirkung. Angedeutete Personen am Strand, im Wasser und beim Besteigen der Klippen dienen nur zur Staffage und weisen auf die Größenverhältnisse hin. | 1884        | Öl auf Leinwand          | 60 × 73 cm       | 2016   |               |
| Bordighera, Italien. Fotografien von romantischen italienischen Küstenlandschaften, eingerahmt von Pinien, ließen sich im 19. Jahrhundert an Touristen gut verkaufen. Auch Monet experimentierte mit Bildausschnitten, wie sie die Fotografen verwandten. Bordighera war schon damals als ein bei Touristen beliebter Ort gut dafür geeignet. Hier schuf er im Frühjahr 1884 über 30 Ansichten der Stadt in mittlerem Format. Monets Galerist Paul Durand-Ruel kaufte 21 solcher Bilder für 18.000 Francs, ein damals sehr hoher Preis. Auch dieses Bild stammte aus diesem Konvolut. | 1884        | Öl auf Leinwand          | 60 × 73 cm       | 2020   |               |
| Strada Romana in Bordighera. Für diese Ansicht von Bordighera wählte Monet eine Tageszeit, in der die Hauptstraße menschenleer war. Diesmal enthält die Komposition keine Pinien, sondern Palmen zur Illustration der Vegetation und eindrucksvolle Villen, die aber in den Hintergrund treten. Die Hauptsache ist das Licht. In den Badeorten der Normandie erschien es atlantisch kühl, hier am Mittelmeer hingegen warm und besonders mittags gleißend, was ihm die Auswahl seiner Farben zunächst schwer machte. An seine Lebensgefährtin Alice Hoschedé schrieb er: „Jetzt, wo ich ein gutes Gespür für die Gegend habe, traue ich mir zu, alle Schattierungen von Rosa und Blau zu verwenden: Es ist märchenhaft, es ist köstlich.“ | 1884        | Öl auf Leinwand          | 66 × 81,5 cm     | 2014   |               |
| Villen in Bordighera. Auch in diesem Bild von Bordighera tritt die Architektur zugunsten der üppigen Vegetation der Riviera zurück. Die Villa links ließ sich Charles Garnier, der Architekt der Pariser Oper, errichten, doch sie bleibt eine Nebensache. Im Zentrum steht, umgeben von üppigen exotischen Pflanzen, eine Palme. Der aufwendig gestaltete Garten ist hier die Hauptsache, Garnier war wie Monet ein Gartenfreund. Der Blick geht zur Altstadt mit ihrem Turm der Kirche Santa Maria Maddalena, der in dem Eckturm der Villa mit ihren Loggien kompositorisch sein Pendant findet. | 1884        | Öl auf Leinwand          | 61 × 74 cm       | 2007   |               |
| Raureif in Giverny. Einige der wenigen in Monets Bildern meist nur angedeuteten Personen sind hier zu erkennen. Sie stehen im räumlichen Gegengewicht zu der winterlichen Vegetation, die die größte Fläche dieses Bildes einnimmt. Eine starke kontrastreiche Zeichnung der Äste steht der nur skizzenhaft, ineinander übergehenden und verschwimmenden Fläche der schneebedeckten Wiese gegenüber. Weiße, blaue und rosafarbene Töne dominieren und finden ihren Ausgleich im Schwarz und Graublau der Personen. | 1885        | Öl auf Leinwand          | 54 × 71 cm       | 2013   |               |
| Die blühende Wiese. Eine Blumenwiese mit zwei Kindern hat Monet in diesem Bild dargestellt. Die idyllische Frühlingsszene befindet sich in der Umgebung von Giverny, wo er seit 1883 lebte. Die Grashalme und Blumen im Vordergrund sind sehr deutlich ausgeführt, Rot-, Rosa- und Grüntöne bestimmen die vordere, untere Hälfte des Bildes. Weiße, aber auch einige wenige blaue Blüten ergänzen seine Farbpalette. Zum Hintergrund hin verlieren sich zwar die Details, treten aber in den Bäumen wieder hervor. | 1885        | Öl auf Leinwand          | 65 × 80,5 cm     | 2019   |               |
| Ortseingang von Giverny im Winter. Das Motiv einer Straßenbiegung kommt in Gemälden des Impressionismus öfter vor, denn sie zieht den Blick der Betrachter zu einem wichtigen Punkt. Hier sind es die ersten Häuser von Giverny in einer abendlichen Winterszene. Der pittoresk geformte Baum links ist das kompositorische Gegengewicht zu dem Häusern und dem Strauchwerk rechts. Der Himmel zeigt noch den rötlichen Schimmer der untergegangenen Sonne und das letzte Licht wird von der Schneedecke mit ihren Spuren in Blau- und rötlichen Tönen in groben schnellen Pinselstrichen reflektiert. Es wird kalt und es ist Zeit, die Malutensilien zusammenzupacken und in das geheizte Zuhause zu gehen. | 1885        | Öl auf Leinwand          | 65 × 81 cm       | 2012   |               |
| Steilküste von Aval. Diese Stelle der Steilküste bei Étretat in der Normandie malte Monet in genau dem Moment, in dem die Sonne die Porte d’Aval durchscheint. Dieses Motiv ist bekannt und wird oft fotografiert und in Prospekten gedruckt. Auf seinen Reisen begann Monet die Kompositionen seiner Bilder, überarbeitete und stellte sie im Atelier fertig. Vorbild für dieses Werk war Gustave Courbets Ansicht der gleichen Stelle aus dem Jahr 1870. An seine Freundin Alice schrieb Monet: „Ich will ein großes Gemälde der Steilküste von Étretat malen, auch wenn es überaus gewagt von mir ist, das nach Courbet zu tun, der es so bewundernswert gemacht hat, aber ich werde versuchen, es anders zu machen.“ Schließlich entstanden acht Arbeiten, in denen er sich an dem Motiv näherte. Zwei Jahre später malte er erneut neun Bilder von der Porte d'Aval, offenbar ließen sich diese Seestücke gut verkaufen; dieses Bild aus der Sammlung Hasso Plattner gehörte ursprünglich dem Opernsänger Jean-Baptiste Faure, einem Mäzen Monets. | 1885        | Öl auf Leinwand          | 65 × 81 cm       | 2010   |               |
| Limetz im Schnee. In diesem Bild gibt es, für Monet untypisch, einen Fluchtpunkt der Perspektive. Es ist die schwarze Gestalt auf der schneebedeckten Straße in Limetz im Bildmittelpunkt. Doch der Künstler entschärft die strenge Perspektivkomposition mit seiner impressionistischen Malweise der lockeren Pinselführung, die die Linien weicher macht und die Person im Zentrum nur skizzenhaft andeutet. | 1886        | Öl auf Leinwand          | 65 × 81 cm       | 2014   |               |
| Unter den Pappeln. In diesem Bild dominiert das Rot des Klatschmohns auf einer gelbgrünen Wiese, in der zwei Kinder unbeschwert den ländlichen Sommer genießen. Den Horizont der Niederung mit ihren Pappeln bildet eine Mittelgebirgskette, über der der helle dunstige Himmel stufenlos von Weiß in helles Blau übergeht. Der pastose Farbauftrag erzeugt die gesättigte Farbigkeit eines heiteren Sommertages. Bevor sich Monet in seinen Garten mit Seerosenteich in Giverny zurückzog, befasste er sich mit der idyllischen Kulturlandschaft der Umgebung mit ihren Wiesen, Äckern und Flussauen. Das Mädchen im Vordergrund ist Germaine, die Tochter seiner Lebensgefährtin Alice Hoschedé, der Junge im Hintergrund ist einer von Monets beiden leiblichen Söhnen. Es wird vermutet, dass dieses Bild 1889 bei Georges Petit, Paris, in einer Werkschau zusammen mit Skulpturen von Auguste Rodin gezeigt wurde. Für Monet bedeutete diese Ausstellung nach Ansicht Daniel Zamanis die Anerkennung als „einer der führenden Landschaftsmaler Europas.“ | 1887        | Öl auf Leinwand          | 73 × 92 cm       | 2014   |               |
| Die Pappeln in Giverny. Nicht nur die Meules, sondern auch die zahllosen jungen Pappeln an den Flussufern waren für Monets erste Jahre in Giverny als Motiv wichtig. Dieses Bild hat weder einen Mittelpunkt, noch eine Horizontlinie. So bekommt es einen flächigen, ornamentalen Charakter. Darüber hinaus sind die Bäume angeschnitten und nur die Kontraste in der Helligkeit des Laubes und die Schattenwirkungen am Boden erzeugen eine Bildtiefe. | 1887        | Öl auf Leinwand          | 74 × 92,5 cm     | 2015   |               |
| Antibes, das Fort. Antibes, mit seinem Fort Carré, dem Château Grimaldi und der Kirche Notre-Dame-de-la-Platea entwickelte sich im 19:Jahrhundert zu einem Touristenort, der auch Monet anzog. Sein Freund Guy de Maupassant empfahl ihm die Künstlerpension Château de la Pinède, wo er von Januar bis Mai 1888 blieb. Das südliche Licht der Côte d’Azur, das er schon in Bordighera bildlich dargestellt hatte, und das schneebedeckte Alpenpanorama im Hintergrund veranlassten ihn, vom Weiß ausgehend, die Leuchtkraft seiner Farben weit auszureizen. Besonders der Wasseroberfläche des Meeres widmete er große Sorgfalt. Blau- und Grüntöne reflektieren den cyanfarbenen Himmel der Nachmittagssonne und die ebenso farbige Bergkette. | 1888        | Öl auf Leinwand          | 65 × 81 cm       | 2011   |               |
| Getreideschober. Vielleicht fasste Monet die jährlich auf den Feldern seiner Nachbarschaft errichteten Schober, die zum Schutz des noch ungedroschene Korns, das auf Weiterverarbeitung wartete, enthielten, als eine Art, heute würde man sagen Land Art, auf. Dieses Bild aus der berühmten Serie führt den Blick entlang einer Bilddiagonale rechts in die Tiefe der Perspektive. Das Sonnenlicht steht dem rechtwinkelig entgegen. Farbliches Zentrum ist der vordere Schober, der auch detaillierter dargestellt ist. Nach Ansicht des Barberini-Kurators Daniel Zamani zeigt diese Bild in seiner dynamischen diagonalen Komposition wie kein anderes aus der Serie den Einfluss japanischer Farbholzschnittkunst, die in jener Zeit bei den Künstlern oft als Inspiration dienten. Am 23. Oktober 2022 wurde der Bilderrahmen von zwei Personen der Gruppe „Letzte Generation“ durch Kartoffelbrei beschädigt. | 1890        | Öl auf Leinwand          | 73 × 92,5 cm     | 2019   |               |
| Verschneiter Getreideschober in der Sonne. Eine der bekanntesten Bilderserien Monets sind Les Meules. Er hat diese Schober zu allen Jahreszeiten, bei unterschiedlichen Lichtverhältnissen und Kompositionen gemalt. Bereits seit den 1870er Jahren schuf er Variationen des gleichen Motivs, aber erst seit 1890 wurden dies systematisch konzipierte Serien, die er auch als solche ausstellte. Diese speziellen Schober in Hüttenform befanden sich in der Nachbarschaft seines Hauses in Giverny. Doch es scheint, dass ihm Motiv oder Sujet selbst nicht so wichtig waren, eher dienten sie ihm als eine Art „Bildschirm“, der es ermöglichte feinste Nuancen der atmosphärischen Farbigkeit zu projizieren, eine „Umhüllung des Objekts mit Farbe, Atmosphäre und Licht“, wie es Monet anlässlich einer Ausstellung bei Paul Durand-Ruel erklärte. | 1891        | Öl auf Leinwand          | 65 × 100 cm      | 2000   |               |
| Eisschollen in Bennecourt. Die kleinen Eisschollen auf der winterlichen Seine bei Bennecourt erscheinen wie kleine Inseln und nehmen fast die späteren Seerosen vorweg. Monet hat in früheren Jahren mehrmals Eis auf Gewässern gemalt, denn es bietet die Möglichkeit feiner Farbabstufungen. Dieses Bild gehört zu einer Serie von 13 „Eisbildern“. Mit der Serie der Meules hatte er diese Art der Malerei begonnen. In seinen Serien ging es ihm um die Variation eines Motivs, nicht um das Schaffen einer Werkreihe. Wenn andere Maler Eis darstellten, ging es in der Kunstgeschichte immer um die Gewalt der Natur und deren Erhabenheit, Monet hingegen genügten Abgeschiedenheit, Stimmung und Selbstbeobachtung. | 1893        | Öl auf Leinwand          | 60 × 100 cm      | 2016   |               |
| Schlittschuhläufer in Giverny. Dem Licht der untergehenden Sonne, ein warmes Orangegelb, setzt Monet auf diesem Bild Blau und Rosa entgegen. Die Bewegung des nach vorn geneigten Schlittschuhläufers links steht der Neigung der Pappeln am Ufer entgegen. Das erzeugt in dieser Komposition eine Dynamik, die zusammen mit der fast schon abstrakten Malweise die klirrende atmosphärische Kälte des Bildes relativiert. | 1899        | Öl auf Leinwand          | 60 × 80 cm       | 2014   |               |
| Das Parlament, Sonnenuntergang. Die 1903 vollendete Ansicht des britischen Parlamentsgebäudes ist von Blau-, Rosa- und Fliedertönen geprägt. In London hielt sich Monet bereits 1870–1871 auf und malte dabei im Stil einer klassischen Vedute eine erste Ansicht der Houses of Parliament. Rund 30 Jahre später kam er erneut in die Stadt und schuf drei Serien mit Stadtansichten der Charing Cross Bridge, der Waterloo Bridge und der Houses of Parliament. Für die elf Ansichten des Parlaments wählte Monet als Standort das St Thomas’ Hospital am gegenüberliegenden Ufer der Themse. In der Version Das Parlament, Sonnenuntergang zeigt er den Gebäudekomplex nicht frontal, sondern schräg von der Seite. Dabei wird die Architektur zum rechten Bildrand gerückt und von diesem auf Höhe des Central Towers beschnitten. Hierdurch fehlt in der Ansicht der bekannte Glockenturm und der Bildaufbau wird zur Mitte vom Victoria Tower dominiert. Monet ging es bei dieser Darstellung nicht mehr vordergründig um die detailgenaue Wiedergabe der Architektur, sondern um die atmosphärische Darstellung der abendlichen Lichteffekte, der bewegten Wolkenformationen und der seinerzeit typischen Mischung aus Winternebel und Londoner Smog.                  | 1900–1903   | Öl auf Leinwand          | 81.2 × 92 cm     | 2022   |               |
| Der Rio della Salute. 1908 hielt sich Monet acht Wochen auf Einladung der amerikanischen Mäzenin Mary Young Hunter in Venedig auf, es war seine letzte Auslandsreise. Hier entstand die letzte Bilderfolge, außerhalb seines Gartens in Giverny. Venedig war der Sehnsuchtsort vieler Künstler jener Zeit. Inspirieren ließ er sich unter anderen von William Turner und James McNeill Whistler, die von der Farbigkeit der Paläste, Wasserflächen und dem Licht fasziniert waren. Monet war besonders von Venedigs Licht und seinen Reflexionen begeistert. Er malte, oft in einer Gondel sitzend, vom Wasser aus immer die gleichen Motive, hier im gleißenden Nachmittagslicht mit leichtem Dunstschleier ist es ein Kanal in der Nähe der Kirche Santa Maria della Salute. Von diesem Motiv existieren drei Versionen. | 1908        | Öl auf Leinwand          | 81 × 65 cm       | 2013   |               |
| Der Palazzo Ducale. Venedigs Dogenpalast war immer ein beliebtes Motiv der Vedutenmaler. Monet zeigt ihn hier von Süden im Licht der Nachmittagssonne von einem unbestimmten Standpunkt aus. Der Canal Grande verschwimmt im dunstigen Hintergrund, während der Palast und das Gefängnis rechts daneben klar erkennbar sind, ebenso wie die Pali zum Festmachen der Gondeln, die im schattigen Vordergrund platziert, die Tiefenwirkung des Bildes, ähnlich wie bei William Turner, erhöhen. Monet besaß mehrere Reiseführer über die Stadt, die ihm bei der Motivsuche halfen. Zur Provenienz dieses Bildes: Es befand sich im Besitz des deutschen Bankiers Jakob Goldschmidt, 1941 wurde es von den Nationalsozialisten beschlagnahmt, von den Vereinigten Stahlwerken gekauft, an ihren ehemaligen Generaldirektor Albert Vögler verschenkt und 1960 an Goldschmidts Erben restituiert. | 1908        | Öl auf Leinwand          | 57 × 92 cm       | 2015   |               |
| Der Palazzo Contarini. Monets Standpunkt für seine „Contarinibilder“ war der Palazzo Barbaro, den die amerikanische Mäzenin Mary Young Hunter, eine Verwandte des Malers John Singer Sargent bewohnte. Monet und seine Frau Alice verbrachten dort zwei Wochen. Der auf der Südseite des Canal Grande gelegene Contarinipalast, dessen Renaissancefassade Monet hier detailliert zeigt, erscheint dunkel und diffus, ebenso die Reflexionen der schwarzen Fenster- und Türhöhlungen auf der Wasseroberfläche. Das Bild entstand aus einer einzigen Farbe, allerdings mit ihren Nuancen von Grün bis Violett. Die angeschnittene vermutlich später im Atelier und nach Fotos überarbeitete Komposition erzeugt eine Art düsteres Traumbild, was leicht an die damalige symbolistische Bildwelt erinnert. | 1908        | Öl auf Leinwand          | 73 × 92 cm       | 2013   |               |
| Seerosen. In Monets Garten in Giverny gibt es auch einen Teich nach japanischem Vorbild. Die dort gepflanzten Seerosen waren für die letzten fast 30 Jahre seines Lebens künstlerisch bestimmend. Die dort entstandene Bilderserie war schon ein Schritt in Richtung einer expressiven Abstraktion. In einem Gespräch mit seinem Freund Marc Elder in den 1920er Jahren sagte Monet einmal: „Ich habe lange gebraucht, um meine Seerosen zu verstehen. Ich hatte sie zu meinem Vergnügen gepflanzt, hatte sie angelegt, ohne daran zu denken, sie zu malen. Eine Landschaft erschließt sich einem nicht an einem einzigen Tag. Und dann, auf einmal, haben sich mir die Zaubereien meines Teichs offenbart. Ich habe zur Palette gegriffen.“ Zum Verkauf waren diese Seerosenbilder nicht bestimmt, sie blieben nach seinem Tod im Atelier. | 1914–1917   | Öl auf Leinwand          | 200 × 200 cm     | 2001   |               |
| Der Seerosenteich. Auch in diesem Seerosenbild spielt die reflektierende Wasseroberfläche die Hauptrolle. Weder eine Horizontlinie, noch Ufervegetation und Elemente außerhalb des Teiches stören die Farbverläufe in der Auf- und Nahsicht. Das Bild widerspricht allen Regeln der Landschaftsmalerei. Die Bildfläche hat keine Grenzen, Betrachter finden keinen Anhaltspunkt. Die Wasserfläche erscheint „als räumlich entgrenzte Bildfläche“ (Daniel Zamani, Kurator im Museum Barberini). Der Kunstkritiker Roger Marx sah in den Seerosenbildern den Inbegriff von „Emotion, Freude und Humanismus“, also die menschliche Sehnsucht nach einer Verschmelzung mit der Natur, die Monet wollte. | um 1918     | Öl auf Leinwand          | 131 × 197 cm     | 2014   |               |
| Henry Moret |             |                          |                  |        |               |
| Blick auf Bucht mit Segelboot. Die Bretagne war ein bevorzugtes Reiseziel der Impressionisten. Claude Monet malte hier, und in Pont-Aven traf Henry Moret Paul Gauguin. Dieses Bild ist zwar in impressionistischer Manier ausgeführt, passte aber 1912 eigentlich nicht mehr in die Zeit, doch Moret wandte sich erst nach 1900 dieser Kunstrichtung zu. Die schroffe Felsenküste umschließt eine Bucht, in deren Mittelpunkt das Boot mit rotem Segel einen wirkungsvollen Farbakzent setzt. | um 1912     | Öl auf Leinwand          | 54 × 65 cm       | 2009   |               |
| Berthe Morisot |             |                          |                  |        |               |
| Die Themse. In London lernte Berthe Morisot bei einem Besuch in der National Gallery die Werke William Turners kennen. Während ihres Aufenthalts in England malte sie nur dieses eine Bild, das die Themse mit mehreren Schiffen zeigt. Dominant ist das vor Anker liegende moderne eiserne Dampfschiff mit rotem Schornstein. Die Künstlerin, inspiriert von Turners Werken, die den Fluss zeigen, trägt in diesem kleinformatigen Bild die Ölfarben dünn und glatt auf, was ihm den Charakter eines Aquarells verleiht. | 1875        | Öl auf Leinwand          | 46 × 38 cm       | 2002   |               |
| Pablo Picasso |             |                          |                  |        |               |
| Boulevard de Clichy. Paris war vor allem zur Zeit des Fin de Siècle ein Magnet für Künstler aus aller Welt, denn hier fand die Moderne statt. Picasso war damals 19 und malte noch völlig im Stil des Impressionismus. Dieses Bild zeigt eine Straße am Montmartre, wo sich die Szene traf. Etwa 30 Bilder in diesem Stil schuf er bei seinem ersten Parisaufenthalt, die er 1901 in Ambroise Vollards Galerie in einer Einzelausstellung zeigen konnte. | 1901        | Öl auf Leinwand          | 61,4 × 46,5 cm   | 2019   | Link zum Bild |
| Camille Pissarro |             |                          |                  |        |               |
| Die Hügel von Le Chou, Pontoise. Pissarros Standpunkt für dieses Bild war auf einer Blumenwiese am teilweise steilen Hang eines Hügels bei Pontoise. Der Blick fällt von halber Höhe auf die Bebauung mit rotem Farbakzent auf dem Dach eines Hauses, eine Straße im Tal und auf den von links nach rechts geneigten Horizont. In dieser Neigung ist dieses Landschaftsbild vom Vordergrund bis zum Hintergrund mit Baumgruppen durchgehend gestaffelt, Selbst die Straße setzt die schrägen Linien durch ihre perspektivische Richtung fort. | 1882        | Öl auf Leinwand          | 60,3 × 73,6 cm   | 2015   |               |
| Raureif, eine junge Bäuerin macht Feuer. Landarbeiterinnen und Bäuerinnen hat Pissarro oft gemalt. Nicht gottesfürchtig und voller Demut wie Jean-François Millet, sondern als tatkräftige selbstbewusste Frauen, die sich in der Sommerhitze im Gras ausstrecken, oder wie hier ein Feuer machen, um sich im Spätherbst nach dem ersten Nachtfrost zu wärmen, während die von ihnen gehüteten Kühe das letzte Weidegras fressen. Der durch den Wind nach rechts geblasene Rauch erhält durch die Flammen einen Farbakzent. Der Rauch ist mit Pinselstrichen ausgeführt, Landschaft, Menschen und Tiere jedoch in der Punktmalerei des Neoimpressionismus. Interessant ist die Provenienz dieses Bildes. Es wurde 1940 durch die Deutschen beschlagnahmt, 1947 gaben es die Amerikaner zurück. Die zwischenzeitliche Eigentümerin, Natasha von Fliegers, wollte es nach New York überführen, doch der französische Zoll verhinderte dies 1988 durch Beschlagnahme. Ab 2000 hing es im Musée d’Orsay und erst 2018 erfolgte die Restitution an die Erben von Gaston Lévy, der es 1927 von Pissarros Kunsthändlergalerie Durand-Ruel gekauft hatte. | 1888        | Öl auf Leinwand          | 92,8 × 92,5 cm   | 2020   |               |
| Blick auf Bazincourt, Sonnenuntergang. Die untergehende Sonne mit ihrem gelb bis orangen Leuchten, das sich auch horizontal im etwas dunstigen Himmel fortsetzt, verleiht diesem Landschaftsbild einen friedlichen Charakter. Die Silhouetten des Dorfes Bazincourt-sur-Epte und der Bäume sind bereits ins Dunkel der Abenddämmerung getaucht. Nur die Wiesen im Vordergrund und der gebogene helle Feldweg nehmen das Sonnenlicht noch einmal auf. Das Bild entstand in einer Zeit, als sich Pissarro vom arbeitsintensiven Pointillismus abwandte und malerisch schneller das Licht, die Atmosphäre und Momente einfangen wollte. | 1892        | Öl auf Leinwand          | 38 × 55 cm       | 2009   |               |
| Blick auf Bazincourt, Schnee, Sonnenuntergang. Den Blick auf Bazincourt dokumentierte Pissarro immer wieder und zu allen Jahreszeiten. Dieser in Gelb gehaltene Sonnenuntergang vor schneebedeckten Wiesen ist in pastoser Malweise ausgeführt. Das abendliche Sonnenlicht lässt Bäume und die untere Partie des Himmels violett erscheinen, was den Farbeindruck des Bildes eher etwas Warmes gibt und die Kälte des Winters abmildert. | 1892        | Öl auf Leinwand          | 32 × 41 cm       | 2016   |               |
| Garten und Hühnerstall von Octave Mirbeau, Les Damps. Ein Garten war nicht nur für Claude Monet äußerst wichtig, auch der mit ihm befreundete Octave Mirbeau, ein ziviliationskritischer, anarchistischer und antibürgerlicher Schriftsteller, war ein großer Gartenfreund. In Les Damps besaß er einen Blumengarten mit Hühnerstall, den sein Freund Pissarro, ebenfalls dem Bürgertum kritisch gegenüberstehend, heiter und farbenfroh malte. Es ist eine ländliche Idylle mit einem geschwungenen Weg, der links hinten im Baumbestand verschwindet. | 1892        | Öl auf Leinwand          | 73,3 × 92 cm     | 2019   |               |
| Boulevard Montmartre, Abenddämmerung. Am Ende seines Lebens litt Pissarro unter Problemen mit seinen Augen. Er hielt sich zur Schonung lieber in Innenräumen auf, statt plein air im prallen Sonnenschein. Im Pariser Hotel de Russie im Montmartre-Viertel hatte er ein Zimmer, in dem er arbeiten konnte. Den Blick von oben auf den frühlingshaften verkehrsreichen Boulevard Montmartre malte er mindestens 14 mal. Er hoffte, ähnlich wie Monet mit seinen Serien, damit Geld zu verdienen. In diesem Bild fällt an einer Kreuzung von rechts das abendliche Licht der tief stehenden Sonne auf eine der zahlreichen Kutschen. | 1897        | Öl auf Leinwand          | 54 × 65 cm       | 2019   |               |
| Pierre-Auguste Renoir |             |                          |                  |        |               |
| Verschattete Allee. Der Wald von Fontainebleau war bereits für die Künstler der Schule von Barbizon ein beliebter Ort für ihre Studien zu Licht und Schatten. Hohe Bäume, die die Wege überragten, stellten so ein natürliches Interieur her, das sich dafür eignete. Auch Monet und Renoir besuchten den Wald. Renoir zeigt in diesem Bild kaum erkennbar einen Maler bei der Arbeit. Weiter hinten sind weitere Personen auszumachen, doch ist sein Bild im Vergleich zu den Arbeiten seiner Vorgänger viel freier. Das Schwergewicht liegt nicht im Erzählerischen, sondern in der Atmosphäre der Stille, den leuchtenden Farben und einer perspektivischen Komposition, die dem Betrachter ein Eintauchen ermöglicht. | 1872        | Öl auf Leinwand          | 61 × 46 cm       | 2013   |               |
| Waldweg. In diesem Bild spielen die von der Sonne beschienenen Flecken auf dem Waldweg eine wichtige Rolle. Sie erzeugen eine Transparenz, die ihm einen einladenden Charakter verleiht. Fast trichterförmig erscheint der Weg in der Perspektive, und eine Person folgt ihm in die Bildtiefe. Hier hat Renoir seinen reifen impressionistischen Stil gefunden. Der Kurator des Museums Barberini, Daniel Zamani, schreibt zu der Person im Bild: „Die in die Landschaft eingebettete Gestalt des jungen Spaziergängers dient als metaphorische Identifikationsfigur für den Betrachter – ein typisches Vorgehen für die Impressionisten, […].“ | 1874–1877   | Öl auf Leinwand          | 65,5 × 54 cm     | 2019   |               |
| Der Birnbaum. Pastos aufgetragene Farben, ein lockerer Pinselstrich und das herbstliche Gelborange des Laubs im Komplementärkontrast zum Himmel verstärken die Leuchtkraft der Farben in diesem Bild. Dargestellt ist ein Obstgarten in Louveciennes, einem Ort, an dem auch andere spätere Impressionisten, wie Alfred Sisley, Frédéric Bazille und Claude Monet arbeiteten. Entstanden ist dieses Bild auf dem Höhepunkt in Renoirs impressionistischer Schaffensphase, die ihm die öffentliche Anerkennung brachte. Bis 1940 gehörte dieses Bild dem niederländischen Bankier und Kunstsammler Friedrich Gutmann. Nach der Besetzung der Niederlande beschlagnahmten es die Deutschen und erst 2005 gab es einen Vergleich der späteren Besitzer mit Gutmanns Erben, der einen Verkauf bei Sotheby’s ermöglichte. | 1877        | Öl auf Leinwand          | 46,1 × 37,7 cm   | 2019   |               |
| Straße nach Berneval. Fast aquarellartig hat Renoir die Ölfarben in diesem Bild dünn und mehrschichtig aufgetragen. Drei Personen in Arbeitskleidung kommen vom Meer mit ihren geernteten Miesmuscheln, die von der Küste der Normandie bei Berneval-le-Grand auf den Märkten der Städte des Binnenlandes verkauft werden. Die Straße erzeugt in ihrem zum Meer hin sich verjüngenden Verlauf eine stark perspektivische Wirkung. | um 1880     | Öl auf Leinwand          | 50 × 61 cm       | 2013   |               |
| Studie einer Frau. Seit den späten 1880er Jahren, als der Kreis der Impressionistensammler größer wurde, bekam Renoir, der schon öfter seinen Sohn Pierre (geboren 1885) gemalt hatte, Aufträge für Kinderbildnisse. Hintergrund und besonders das blaue Kleid sind mit zahlreichen „impressionistischen“ Pinselstrichen ausgeführt, Kopf und Gesicht jedoch in glatter traditioneller Weise. Das Bild erinnert mit seinem das Format füllende Porträt an den Typus bekannter Renaissancebildnisse junger Frauen. Renoir hatte zu der Zeit bereits mit dem Impressionismus abgeschlossen und befand sich in einer künstlerischen Krise. Nach einer Italienreise befasste er sich mit der Kunst des 15. Jahrhunderts. Stilmittel und Zitate aus jener Epoche dokumentieren dies. | um 1893     | Öl auf Leinwand          | 55,5 × 46,5 cm   | 2011   |               |
| Landschaft von Cagnes. Schnell gemalt liegt bei diesem kleinen skizzenhaften Bild aus der Umgebung von Renoirs Haus in Südfrankreich das Schwergewicht auf der Farbe. Das leuchtende Gelb im Zentrum und die teilweise frei gelassene weiß grundierte Leinwand erzeugen mit der raschen Pinselführung einen überraschenden Effekt. | um 1900 [?] | Öl auf Leinwand          | 22 × 32,5 cm     | 2009   |               |
| Granatäpfel. Dieses Stillleben mit seinem Rot-Grün-Kontrast, der zusammen mit den Glanzlichtern die auf ihrem Tuch mit Faltenwurf liegenden Granatäpfel fast zum Leuchten bringt, ist ein Spätwerk Renoirs, aus einer Zeit, als er bereits stark an rheumatischer Arthritis litt und nur noch eingeschränkt bewegungsfähig war. Seine alten Erfahrungen und Empfindungen aus der plein-air-Malerei früherer Jahrzehnte zeigen sich noch in diesem Bild. | 1913        | Öl auf Leinwand          | 27 × 46,5 cm     | 2008   |               |
| Paul Signac |             |                          |                  |        |               |
| Port-en-Bessin. Claude Monet war bis zur Mitte der 1880er Jahre das künstlerische und motivische Vorbild für Paul Signac. Die Wasseroberfläche zeigt dies deutlich. Eine genaue Darstellung der Landschaft, der Gebäude und der Perspektive waren in seinen frühen Werken noch charakteristisch für Signac. Diese Strandszene bei Port-en Bessin ist noch ganz im Stil des impressionistischen Vorbilds gehalten, entstand plein-air und zeigt in ihrer Pinselführung noch keinerlei Anklänge an den von ihm später zusammen mit Georges Seurat entwickelten Pointillismus. | 1883        | Öl auf Leinwand          | 69 × 129 cm      | 2012   |               |
| Klipper. Signacs Hinwendung zum Malstil Georges Seurats dokumentiert dieses Bild des sogenannten Divisionismus in seinem Farbkontrast von Rosa zu Blau. Der Blick fällt auf Asnières-sur-Seine bei Argenteuil, und dieses Bild zeigt den Beginn seiner pointillistischen Malweise, erkennbar am Himmel. Die Wasserfläche hingegen erscheint eher konventionell impressionistisch (Reflexe auf Wasserflächen waren eine Spezialität Signacs). Die schrägen Masten des kleinen Frachtseglers korrespondieren mit den ebenso schrägen Telegrafenmasten auf der Eisenbahnbrücke. | 1887        | Öl auf Leinwand          | 46 × 55 cm       | 2015   |               |
| Der Hafen bei Sonnenuntergang, Opus 236 (Saint-Tropez). Dieses Bild zeigt in idealisierter Form Signacs Yacht „Olympia“ (er war ein passionierter Segler) im abendlichen Hafen von Saint-Tropez. Ab 1892 lebte er in dem Ort, wo er ein Haus besaß. Nur aus Punkten besteht die Farbschicht, die sich von Violett zum komplementären Orange erstreckt. Stilistisch erinnert es noch an den im Jahr zuvor gestorbenen Georges Seurat. Die Komposition besteht vorwiegend aus Dreiecken, die sich sowohl an der Kaimauer im Vordergrund, als auch an den voll geblähten Segeln des darauf zu fahrenden Bootes auf kaum bewegtem Wasser zeigt. | 1892        | Öl auf Leinwand          | 65 × 81,3 cm     | 2019   |               |
| Mühle von Edam. In den 1890er Jahren löste sich Signac wieder von der ihm mittlerweile zu „mechanistischen“ Malweise des Pointillismus. Auf einer Reise in die Niederlande fertigte er Aquarelle an, der er zu Hause in Saint-Tropez für Gemälde verwandte. Die Sonne rechts der Holländerwindmühle ist von konzentrischen bläulichen Farbkreisen umgeben, die Grasufer der Wasserläufe, die Bauten und der Himmel bestehen hingegen aus einem getupften gitterartigen Mosaik. Farblich dominierend sind Violetttöne, die nur im Gras der Ufer und in einigen Häuserwänden durch Tupfen in Grün und Ocker ergänzt werden. | 1896        | Öl auf Leinwand          | 65,2 × 81,4 cm   | 2020   |               |
| Alfred Sisley |             |                          |                  |        |               |
| Bei Louveciennes. In Louveciennes lebte Sisley von 1870 bis 74. Umgeben waren und sind teilweise noch heute solche kleinen Städte von Nutzgärten. Hier erprobte er die impressionistische Malweise mit ihren kurzen Pinselstrichen für Bodenvegetation und den abendlichen herbstlichen Himmel und die langen Striche für Bäume und Äste, wie im Vordergrund rechts. Der zu dem Gebäude in Bildmitte führende Weg erzeugt in seiner geschwungenen Biegung nach rechts hinten eine perspektivische Wirkung. Auch in diesem Bild gibt es die für Sisley charakteristischen Personen zur Staffage. | 1873        | Öl auf Leinwand          | 38 × 55,5 cm     | 2006   |               |
| Raureif, Martini-Sommer. Am Martinstag des Jahres 1874 gab es in Sisleys Wohnort Moret-sur-Loing in der Nacht Frost, tagsüber allerdings sommerliche Temperaturen. Zu sehen sind die Gärten vor der Stadt und im Hintergrund die von Sisley oft gemalte Kirche Notre Dame. Die Furchen mit den Eisresten der Nacht erscheinen in Blau-, die winterliche Vegetation in Rosatönen. Auch in diesem Bild gibt es die für seine Landschaften typischen Staffagefiguren. | 1874        | Öl auf Leinwand          | 46,5 × 55,5 cm   | 2006   |               |
| Schnee in Louveciennes. Das Bild zeigt eine verschneite Straße mit Spaziergängern, die sich zwischen Vorstadtgärten auf Louveciennes zu bewegen. Die tief stehende Wintersonne erzeugt im Graben im Vordergrund einen blauen Schatten, der durch seine dreieckige Form und perspektivische Richtung auf die Bildmitte mit den drei Figuren hinweist. Das Bild entstand im Jahr der ersten Impressionistenausstellung. | 1874        | Öl auf Leinwand          | 54 × 65 cm       | 2017   |               |
| Straße in Louveciennes, Schnee. Diese Winterlandschaft mit klarem Himmel zeigt den Schnee nicht in reinem Weiß. Der Schnee spiegelt vielmehr die Farben der Umgebung, wie es Auguste Renoir forderte. Hier sind es Farbtöne von Hellblau bis Rosa. Fast im Mittelpunkt des Bildes befinden sich zwei Personen auf der Straße, die nach Louveciennes, das im Hintergrund zu erkennen ist, führt. | 1874        | Öl auf Leinwand          | 65 × 92 cm       | 2015   |               |
| Wintermorgen. Diese Winterszene erstrahlt im tief stehenden Licht der Sonne. Der Bewuchs in der Flussaue am rechten Ufer erscheint in Orangetönen, Fluss und Himmel in Blautönen, die Pappeln am Treidelpfad grüngelblich. Die noch langen Schatten dieser Bäume gliedern den Weg in rhythmischer Weise. Zwei Personen am Flussufer sind mit einem Angelkahn beschäftigt, zwei weitere spazieren, offenbar ins Gespräch vertieft, auf dem Weg in Richtung der Stadt. | 1874        | Öl auf Leinwand          | 54,5 × 73,5 cm   | 2014   |               |
| Die Steinbrüche in Veneux in der Sonne, Morgen. In Veneux-les-Sablons an der Seine, nicht weit von Moret, wurde früher Kalkstein abgebaut. Sisleys Bild zeigt den Steinbruch im Morgenlicht am Seineufer nicht in reinem Weiß, sondern in pastosem Farbauftrag in Blau- und Ockertönen. Das Wasser mit seinen leichten Wellen malte Sisley in waagerechten Pinselstrichen in Blau, Grün und Weiß für die Glanzlichter. In vielen seinen Bildern sind Menschen als Staffage zu sehen. Hier ist es ein Mann auf dem Uferweg und ein Angler im Kahn auf dem Wasser. | 1880        | Öl auf Leinwand          | 50 × 73,5 cm     | 2014   |               |
| Wiesen von Veneux-Nadon. Sisleys Spezialität waren Landschaften, Porträts hat er nicht gemalt. Diese Landschaft mit ihrer tief liegenden Horizontlinie erzeugt ein dominierendes Wolkenbild, das aber durch die verstreut stehenden Baumgruppen und einzelnen Pappeln relativiert wird. Diese offene flache Landschaft erstreckt sich bis zum Horizont und vermittelt so eine fast endlos wirkende Bildtiefe. 1882 zeigte er dieses Bild auf der siebten Impressionistenausstellung. | 1881        | Öl auf Leinwand          | 60 × 81 cm       | 2015   |               |
| Bei Moret-sur-Loing. Ein Hauptthema Sisleys waren die Flüsse und Kanäle in der Umgebung seines Wohnortes Moret-sur-Loing, wo er seit 1882 lebte. In diesem Bild erscheint links angeschnitten ein Schuppen, vielleicht zu einer Bootswerft gehörend, der im Gegensatz zum Ortsbild mit der mittelalterlichen Kirche Notre Dame am anderen Ufer des kanalisierten Loing steht. | 1881        | Öl auf Leinwand          | 54,5 × 73,5 cm   | 2006   |               |
| Der Loing bei Moret. Himmel und Wasseroberfläche nehmen mit ihren blauen und weißen Farbtönen den größten Raum dieses Bildes ein. Als Akzent setzt der Künstler rote Dachflächen an den rechten Bildrand. Im Hintergrund ist ein Steilufer mit hellem Kalkstein erkennbar. Sisleys Bilder enthalten oft etwas leicht Genrehaftes, wie die von einer Fähre übergesetzten Personen am linken Ufer. | 1883        | Öl auf Leinwand          | 51 × 65,5 cm     | 2014   |               |
| Winter in Moret. Einen trüben Wintertag hat Sisley in diesem Bild festgehalten. Der Loing bei Moret führt Hochwasser. Das Gebäude rechts ist eine Wassermühle, die auf dem sehenswerten mittelalterlichen Pont de Moret-sur-Loing aus dem 14. Jahrhundert steht, doch Sisley lässt das Objekt aus, der Blick geht vielmehr in Richtung einiger Häuser und der Pappeln in der überfluteten Flussaue. Er will die trübe Stimmung des Tages darstellen. Durch blasse Farben wird dies deutlich. | 1891        | Öl auf Leinwand          | 54,5 × 65 cm     | 2012   |               |
| Die Orvanne und der Loing-Kanal im Winter. Das Motiv dieses Bildes, zwei parallele Wasserläufe, sind typisch für die Landschaft, in der die Orvanne fließt. Links der ausgebaute schiffbare Kanal, rechts eine für Wassermühlen aufgestaute Flussführung. Durch die hohen Pappeln auf dem Damm und die durch die beiden Wasserläufe vorgegebene starke perspektivische Richtung des Flusstals, ist für dieses Bild nur ein Hochformat möglich. Normalerweise wählte Sisley für seine Landschaftsbilder das Querformat. Bei den Pappeln sind die im Pinselstrich leicht verwischt ausführten äußeren Zweige bemerkenswert. | 1891        | Öl auf Leinwand          | 73,5 × 60,5 cm   | 2018   |               |
| Mein Haus in Moret. Dieses Bild zeigt einen Blick aus dem Atelierfenster seines Hauses in Moret. Auf dem Gartenweg ist eine Frau mit Kind unterwegs, den Bildhintergrund dominiert die Dachlandschaft der Nachbarhäuser mit ihren Giebeln; Blauvioletttöne, wie die des im Garten blühenden Flieders, dominieren hingegen die Farbigkeit des Bildes bei den Personen, der Vegetation, den Häusern und dem Himmel. | 1892        | Öl auf Leinwand          | 53,5 × 72,5 cm   | 2000   |               |
| Maurice de Vlaminck |             |                          |                  |        |               |
| Die Brücke. In diesem leicht nach links geneigten Bild einer Flussbrücke mit rauchendem Fabrikschornstein ist wieder der Kubismus, den Vlaminck 1906 bei Picasso kennen gelernt hat, vorherrschend. Der Fauvismus war passé, die Fläche mit ihren geometrischen schwarz konturierten Formen dominiert, die ehemals wilde Farbführung früherer Jahre weicht und abgestuften Grau- und Ockertöne, die auch Picasso in jener Zeit bevorzugte, herrschen vor. | ohne Jahr   | Öl auf Leinwand auf Holz | 38,4 × 46,4 cm   | 2007   | Link zum Bild |
| Landschaft mit roten Dächern. In diesem Bild sind nicht nur Hausdächer rot, sondern teilweise auch das Laub der Bäume, das ihnen eine feuerartige Erscheinung verleiht. Im Komplementärkontrast steht dazu das Grün des Grases links und rechts des Weges, der zum Bildmittelpunkt führend, unten im Tal verschwindet. Über allem hängen graue Wolkenschichten, die nur oben links einen blassen Lichtschein durchlassen. Die Lichtflecken auf dem Weg und die hell beleuchteten Hauswände weisen darauf hin, dass die Sonne im Rücken des Malers steht. | ohne Jahr   | Öl auf Leinwand          | 60 × 73 cm       | 2006   | Link zum Bild |
| Rueil, das Bootshaus. In der Umgebung von Vlamincks Wohnort Rueil malte er oft. Auf der heute so genannten Île des Impressionnistes, wo sich Vlaminck mit André Derain ein Atelier teilte, liegt das damals in Künstlerkreisen beliebte Ausflugsrestaurant Maison Fournaise. Dessen Bootshaus ist auf diesem Bild zu sehen. Im Vordergrund befindet als Anschnitt der Bug eines festgemachten Dampfboots. Am gegenüber liegenden Ufer der Seine-Insel ist ein Steg zu erkennen, links daneben Segelboote, auf dem Steg geht eine Person an Land. Vlamincks satter Farbauftrag mit „vehementem Pinselduktus“ (Katalogbeschreibung Museum Barberini) ist auch hier charakteristisch. | 1906        | Öl auf Leinwand          | 54,7 × 65,7 cm   | 2018   | Link zum Bild |
| Seine-Ufer bei Bougival. Vlaminck war nicht nur Maler, sondern auch ein Musiker. Jeder Pinselstrich in diesem Bild scheint einem bestimmten Rhythmus zu folgen. Die Wasserfläche besteht vorwiegend aus Tupfen oder waagerechten kurzen, das Ufer aus langen Strichen. Oberhalb der Horizontlinie sind flächige Partien vorherrschend. War den Impressionisten der durchdachte Farbauftrag noch wichtig, geht es Vlaminck eher um dessen Ausdruckswert. | 1906        | Öl auf Leinwand          | 54 × 73 cm       | 2015   | Link zum Bild |
| Die Brücke von Chatou. Brücken über die Seine waren oft das Motiv der Impressionisten. Vlaminck als „Fauvist“ zieht eine fast grelle Farbauswahl vor. Mit dicken schwarzen Konturen verstärkt er die Zeichnung der Architektur. Dieses Brückenbild ist zwar noch der impressionistischen Landschaftsmalerei verbunden, erzeugt jedoch durch seine „wilde“ Malweise eine expressionistische Wirkung. | 1906/07     | Öl auf Karton auf Holz   | 52,5 × 71,5 cm   | 2008   | Link zum Bild |
| Die Angler. In diesem Bild steht die ruhige, geduldige Haltung der Angler in ihrem grünroten Kahn im Gegensatz zur unruhigen, wilden Malweise des Künstlers. Vlaminck identifizierte sich besonders mit der „wilden“ Komponente des Fauvismus und kommt damit auch als Autodidakt seinem Vorbild Vincent van Gogh, der die Fauvisten stark beeinflusste, näher. | 1907        | Öl auf Leinwand          | 60 × 73 cm       | 2010   | Link zum Bild |
| Dorfstraße. Eine einzelne Person geht durch eine verlassen und düster wirkende Straße. Eine verzerrte Darstellung der Perspektive mit schrägen Hauswänden, ein starker Hell-Dunkel-Kontrast mit einigen Lichtflecken und der für Vlaminck typische satte Farbauftrag geben diesem Bild eine dramatisch expressionistische Wirkung. | 1911        | Öl auf Leinwand          | 60 × 73 cm       | 1997   | Link zum Bild |
| Stadtviertel Saint-Michel, Bougival. In Bougival hielten sich bereits Monet und Renoir in den 1860er Jahren auf. Vlaminck kam hierher, nachdem er die Arbeiten Cézannes kennengelernt hatte und eine ansatzweise kubistische Formensprache in geometrischer Flächendarstellung, die sich in den architektonischen Elementen zeigt, ausprobieren wollte. In diesem Bild verschwindet die schmale Straße auf einem Hügel im Bildhintergrund. | 1913        | Öl auf Leinwand          | 81 × 100 cm      | 2006   | Link zum Bild |
| Der Wald. Auch Vlaminck, der ehemalige Fauvist, besuchte, wie die Impressionisten vor ihm, den Wald von Fontainebleau. Doch dieses Bild erscheint schon expressionistisch und weist auf seinen eigenen künstlerischen Weg hin. Die Komposition ist zentral perspektivisch, im Fluchtpunkt bündelt sich das Sonnenlicht wie loderndes Feuer und ein pastoser Farbauftrag erhöht noch die Hell-Dunkel-Wirkung. Vielleicht ist das Bild eine Anspielung auf Claude Monets Motto, dass es unwichtig sei, was man male, es komme darauf an, wie man es male. | 1914–1918   | Öl auf Leinwand          | 60 × 73 cm       | 2007   | Link zum Bild |

## Internationale Kunst nach 1945
Die Sammlung Hasso Plattner umfasst zudem Werke der internationalen Kunst nach 1945, unter anderem von Künstlern wie Martin Kippenberger, Joan Mitchell, Neo Rauch, Gerhard Richter, Michael Triegel und Andy Warhol. Einen weiteren Schwerpunkt bildet die amerikanische Moderne.